# TV-året 1977

## Händelser

### Maj
- 22–26 maj - 1 000 anställda på SR strejkar, och flera program i Sveriges Radio-TV ställs in.[1]

### Oktober
- 1 oktober - Premiär för Sveriges Radio-TV:s sportnyhetsprogram Sportnytt.

## TV-program

### Sveriges Radio-TV

#### Januari
- 5 januari - Oskulden från Mölle, lustspel från Fredriksdalsteatern med Nils Poppe, Berit Carlberg, Olof Lundström, med flera.
- 8 januari - Superstars, Europas största idrottsmän möts i en lekfull tävling. Del 1 av 6.
- 11 januari - Dimman lättar, underhållningsserie med Staffan Ling.
- 12 januari - Pjäsen Kalkonen med bland andra Sven-Eric Gamble, Per Myrberg och Gunnar Björnstrand.
- 13 januari - Start för 16 nya avsnitt av Arvingarna.
- 16 januari - Röde baronen, ett program om Manfred von Richtofen, första världskrigets första stora tyska flyghjälte.
- 17 januari - Start för fem nya avsnitt av Sant och sånt med Staffan Ling och Bengt Andersson.
- 21 januari - Fjäll, naturprogram från den svenska fjällvärlden med Bo Kristiansson. Del 1 av 3.
- 29 januari - På god fot med Dizzie Tunes, det första av fyra underhållningsprogram med Dizzie Tunes och gästartister.
- 30 januari - Premiär för frågetävlingen Vem vet var med Carl-Uno Sjöblom och Pekka Langer. Del 1 av 13.

#### Februari
- 2 februari - John Steinbecks pjäs Möss och människor med Börje Ahlstedt, Urban Sahlin, Sture Ericson, Lis Nilheim, med flera.
- 4 februari - Premiär serien Star Trek, kl 18:30 på SVT2. [2]
- 8 februari - Premiär för komediserien Conny och Tojan med Jan Malmsjö, Börje Ahlstedt, Meg Westergren, med flera.
- 10 februari - Ny omgång av matlagningsprogrammet Gomidda'. Programledare: Lasse Holmqvist och Hannes Oljelund.
- 11 februari - Häng me! TV-show med Hans V. Engström, Tommy Körberg, Marie Bergman, med flera.
- 14 februari - Premiär för Carin Mannheimers dramaserie Lära för livet med bland andra Barbro Oborg, Isa Quensel och Sten Ljunggren.
- 18 februari - Lill-Babs Show, TV-version av Lill-Babs folkparksshow sommaren 1976.
- 19 februari - Kika digga ding, musikprogram för barn och ungdomar med Tommy Körberg som programledare.
- 21 februari - Kust och hav, om sjöfart, skärgård och havsforskning. Del 1 av 7.
- 25 februari - Svenska Ords revy Svea Hund med Hans Alfredson, Tage Danielsson, Monica Zetterlund, Gösta Ekman, med flera.

#### Mars
- 1 mars - Premiär för Olle Blom - reporter, TV-serie i sex avsnitt med bland andra Ingvar Andersson, Rune Ek, Arne Strömgren.
- 9 mars - Hammarstads BK, dramaserie i sex avsnitt av Bo Sigvard Nilsson med bland andra Jan Holmquist, Stig Engström och Ted Åström.
- 11 mars - Lunchrasten, en pjäs av John Mortimer med Lena Nyman, Gösta Bredefeldt och Meta Velander.

#### April
- 7 april – Cabaret Lill, Lill Lindfors i en show från Berns i Stockholm.
- 9 april – Premiär för Ärliga blå ögon, kriminalserie av Leif Krantz med Anna Godenius, Isa Quensel, Lars Hansson, med flera.
- 12 april – Premiär för den amerikanska följetongen De fattiga och de rika, byggd på en roman av Irwin Shaw.
- 12 april – Start för Svängom, underhållningsserie i sju delar med Henning Lundström. Kvällens gästartister: Ewa Roos och Eric Öst.
- 13 april – Känner du Gidde Wahlberg? Underhållningsserie med Bertil Norström, Yvonne Lundeqvist, Walter Norman, med flera.
- 15 april – Premiär för Povel Ramels TV-serie Semlons gröna dalar med bland andra Sune Mangs, Anna Sundqvist och Martin Ljung.
- 24 april – Start för Motormagasinet, ett program för vardagsbilisten.

#### Maj
- 6 maj - En ny omgång av Två och en flygel med Berndt Egerbladh. Cornelis Vreeswijk är säsongens första gäst.
- 26 maj - Jakten på Bo Hansson, en filmberättelse om kompositören och musikern Bo Hansson.
- 28 maj - Andra omgången av underhållningsserien Fint som snus med Bert-Åke Varg och Eva Bysing.
- 30 maj - Fars lille påg, lustspel från Maximteatern i Stockholm med Nils Poppe, Mona Andersson, Fredrik Ohlsson, med flera.

#### Juni
- 24 juni - På sommarängen, midsommarfirande från Svärdsjö i Dalarna med Bengt "Polo" Johansson och gäster.
- 25 juni - Kalle me felan, ett porträtt av artisten Gösta Linderholm.
- 29 juni - I kronans tjänst, ett program om den finska invandringen till Sverige.

#### Juli
- 2 juli - Start för underhållningsserien Öppet p.g.a. semester.
- 5 juli - Auktion, från Skansen med Karl Erik Eriksson, del 1 av 8.
- 8 juli - Oss emellan, dansk-svensk estradunderhållning från Pildammsparken i Malmö med Lasse Holmqvist och Ulla Jessen.
- 23 juli - Cornelis i Köpenhamn, nya och gamla visor med Cornelis Vreeswijk och Svend Skippers orkester.
- 24 juli - Premiär för Jag minns min gröna dal, engelsk dramaserie i sex avsnitt.

#### Augusti
- 5 augusti - M+M+M, TV-show med Monica Zetterlund, Monica Nielsen och Monica Dominique.
- 12 augusti - Wienerkväll med bland andra Per Grundén och Eva Serning.
- 19 augusti - Säsongspremiär för Gäst hos Hagge med Hagge Geigert. Olof Palme är säsongens första gäst.
- 22 augusti - Nypremiär för Sant och sånt med Staffan Ling och Bengt Andersson.
- 27 augusti - Nordshow från Momarkedet i Norge med Lill-Babs, Bing Crosby, Thore Skogman, Nora Brockstedt, med flera.
- 29 augusti - Premiär för Livet är grönt, engelsk komediserie i 10 avsnitt.

#### September
- 4 september - Premiär för Sam, engelsk dramaserie i 13 avsnitt.
- 7 september - Vi äro musikanter, show från Berns med Tommy Körberg och Tre Damer.
- 10 september
  - premiär "första Gomorron Sverige", första TV-morgonprogram i Norden
  - Höstpremiär för frågeleken 21. Programledare: Arne Weise.
- 11 september - Premiär för Gomorron Sverige med Lennart Hyland som programledare.
- 13 september - Start för en ny omgång av Kvällsöppet.
- 14 september – TV2-teatern Men så en dag om morgonen med Sif Ruud, Arne Källerud och Helena Brodin.
- 17 september - Repris för serien Pappa Pellerins dotter av Stellan Olsson och Maria Gripe.
- 18 september - Ljuset från Ljusdal, en dokumentär av Jonas Sima om ursprung, rötter, kärlek och hat till hembygden.
- 19 september - Strindberg-pjäsen Fordringsägare med Catrin Westerlund och Per Myrberg.
- 20 september - En ny omgång av komediserien Albert & Herbert med Sten-Åke Cederhök och Tomas von Brömssen.
- 26 september - Tofsen, TV-serie i tre delar av Vilgot Sjöman. I rollerna bland andra Marie Göranzon, Birgitta Andersson och Kjell Bergqvist.
- 29 september - Säsongsstart för Barnjournalen med Bengt Fahlström.
- 29 september - Nöjesliv, Berndt Egerbladh och aktuella nöjesprofiler, del 1 av 10.

#### Oktober
- 1 oktober - Varieté från Ystad, varietéartister i världsklass på Ystads Teater, del 1 av 4. Programledare: Ulf Meurling.
- 5 oktober - Väljarnas förtroende, TV-teater med Tomas Bolme, Per Sjöstrand, Rune Turesson, med flera.
- 7 oktober - Varning för barn, krogshow från Berns med Magnus Härenstam och Brasse Brännström.
- 17 oktober - Premiär för barnprogrammet Kung Humpe och hans levande trädgård med Gösta Linderholm.

#### November
- 4 november - Start för höstens omgång av Nygammalt med Bosse Larsson, Bröderna Lindqvist och gästartister.
- 19 november - Det våras för Åsa-Nisse, ett program om Åsa-Nisse med John Elfström, Ragnar Frisk, Bertil Boo, med flera. Programledare: Carl-Uno Sjöblom.
- 27 november - Årets julkalender är Fem myror är fler än fyra elefanter. [3]

#### December
- 4 december - Premiär för Säcken, underhållningsserie i åtta avsnitt med Eva Rydberg, Östen Warnerbring och Charlie Norman samt gästartister.
- 5 december - Lita på Larry, kanadensisk komediserie i 10 avsnitt.
- 6 december - Start för 10 nya avsnitt av Hajk med Bengt Alsterlind.
- 24 december - På tre man hand, Sten Broman, Povel Ramel, Lasse Holmqvist och Sven Olssons trio underhåller.
- 25 december - Premiär för Stjärna mot stjärna med Lennart Swahn. Kvällens stjärnor: Birgit Nilsson och Zarah Leander.
- 31 december - Premiär för underhållningsserien Lindstedt runt med Carl-Gustaf Lindstedt, Anna Sundqvist, Olof Thunberg, med flera.

## Födda
- 11 april - Sara Löfgren, svensk sångerska och dokusåpadeltagare.
- 11 juni - Ryan Dunn, amerikansk skådespelare, känd från Jackass.

## Avlidna
- 6 juli – Bo Teddy Ladberg, 57, svensk redaktör och TV-personlighet (Tiotusenkronorsfrågan, Kvällsöppet).[1][4]
- 13 oktober – Bengt Lindström, 53, svensk skådespelare (Hem till byn).[5]

### Fotnoter
1. 1 2   Horisont 1977. Bertmarks
2. ↑   1977-02-04, television, s 43, , Dagens Nyheter /dn.se (läst 18 augusti 2024)
3. ↑  ”Jultradition”. Arkiverad från originalet den 25 april 2012. https://web.archive.org/web/20120425112719/http://www.jultradition.se/tv.htm. Läst 26 mars 2011.
4. ↑  Dödsannons i Dagens Nyheter 14 juli 1977 sid.22
5. ↑  Dödsannons i Dagens Nyheter 18 oktober 1977 sid.32